# Бульгу
Бульгу (фр. Boulgou) — одна из 45 провинций Буркина-Фасо. Находится в Восточно-Центральном регионе, столица провинции — Тенкодого. Площадь Бульгу — 6 692 км².
Население по состоянию на 2006 год — 542 286 человек.

## Административное деление
Бульгу подразделяется на 13 департаментов.